# 沙隆主教座堂

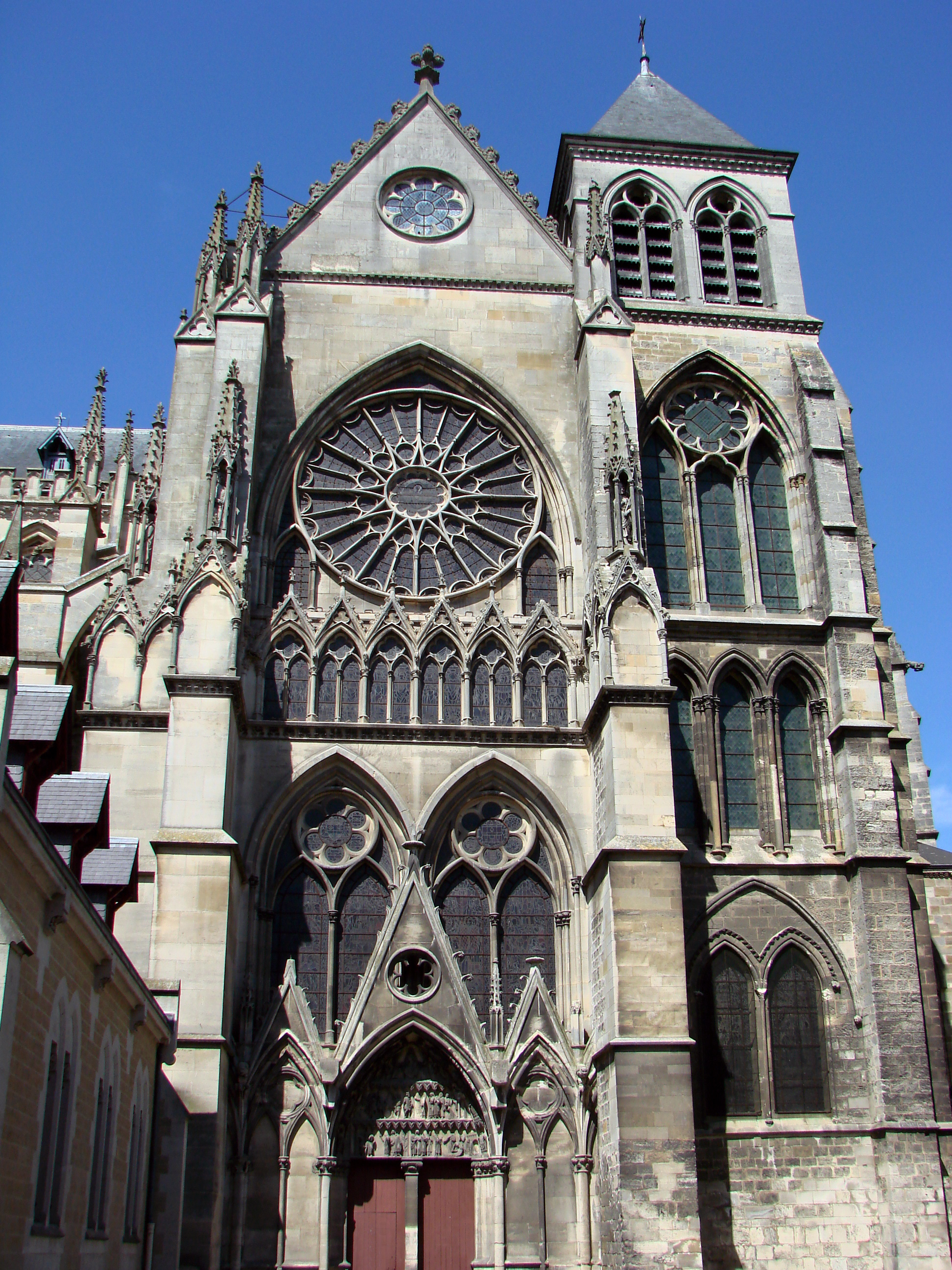
沙隆主教座堂

沙隆圣斯德望主教座堂（法語：Cathédrale Saint-Étienne de Châlons）是天主教沙隆教区的主教座堂，位于法国香槟-阿登大区馬恩省香槟沙隆。
该堂于1147年10月26日由教宗恩仁三世祝圣。
该堂的花窗玻璃颇为有名。

## 参考

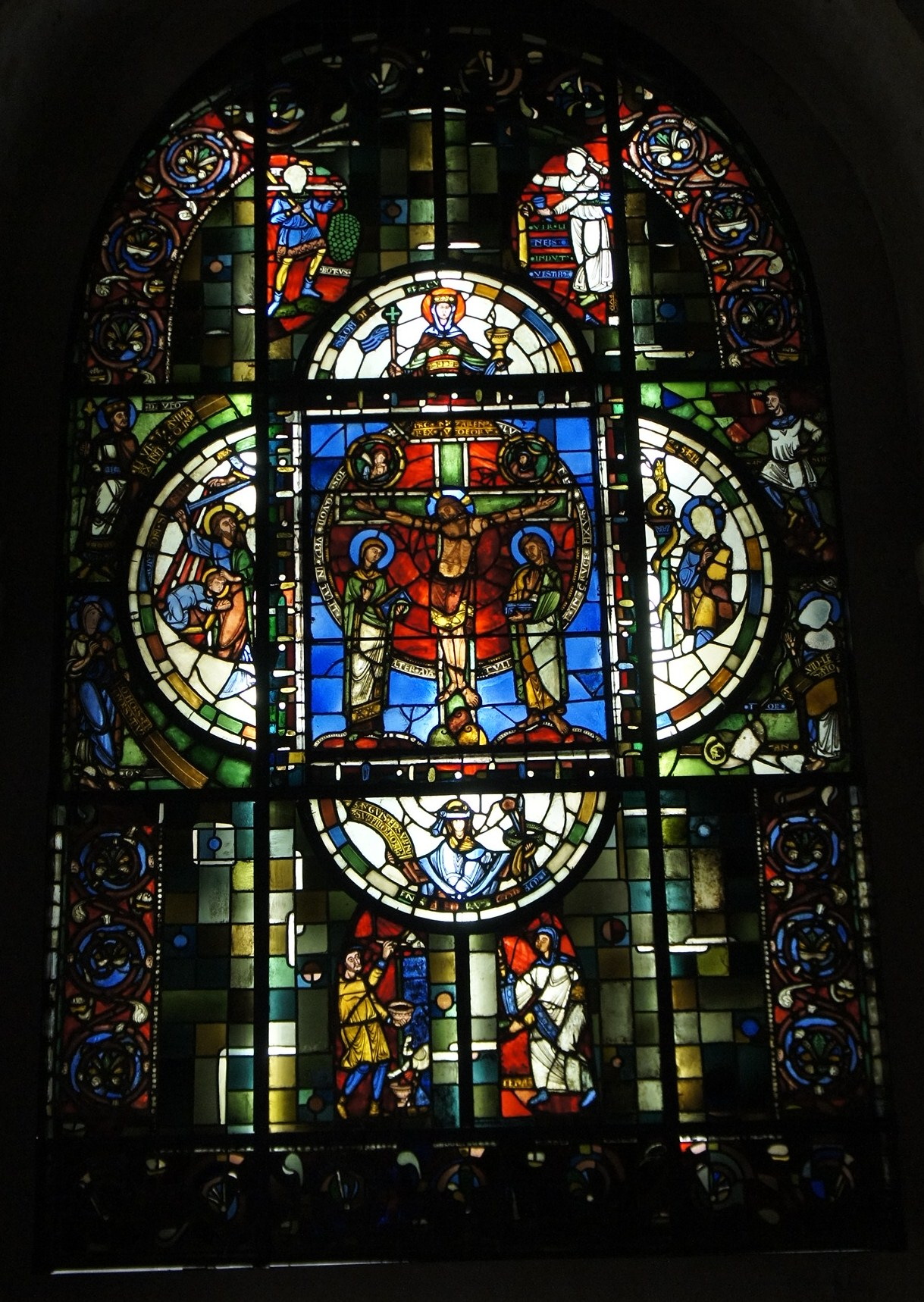
12th-century stained glass windows.